# توهجیرو
توهجیرو (به انگلیسی: Tohjiro) (زادهٔ ۱۹۵۶) کارگردان و فیلم‌نامه‌نویس اهل ژاپن است.